# Aplaudiment

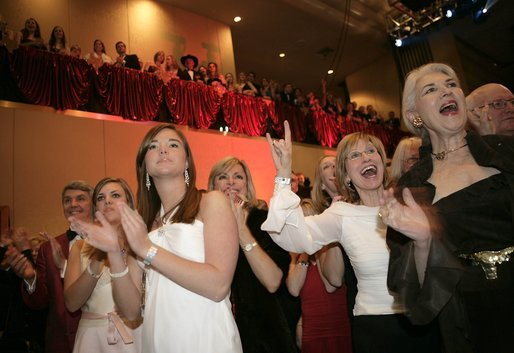
Dones aplaudint

L'aplaudiment (del llatí applaudere) és principalment l'expressió d'aprovació mitjançant palmells, per crear soroll. Sol esperar-se que els espectadors aplaudeixin després d'una representació, com ara un concert musical, un discurs públic o una obra de teatre. En la majoria dels països occidentals, els espectadors piquen de forma no sincronitzada per generar així un soroll constant; tanmateix, es tendeix de manera natural a sincronitzar-se feblement. Com a forma de comunicació no verbal de masses, l'aplaudiment és un indicador simple de l'opinió mitjana relativa del grup complet: com més sorollós i perllongat, més aprovació.

## Història
| Applause                                                                            |
|                                                                                     |
| Audience applauding a performance of Cavalleria Rusticana by Pietro Mascagni (2011) |
|                                                                                     |

El costum d'aplaudir pot ser tan antic i estar tan estès com la pròpia humanitat, i la diversitat de les seves formes està limitada únicament per la capacitat dels mitjans disponibles per fer soroll. Dins de cada cultura, però, l'aplaudiment sol estar subjecte a certes convencions.
Els antics romans van tenir un conjunt ritual d'aplaudiment per a les representacions públiques, expressant diversos graus d'aprovació: copejar els dits, picar de mans amb la mà plana o buida, o agitar el faldó de la toga, cosa que l'emperador Aureliano va substituir per mocadors (orarium) que va distribuir entre el poble.
Al teatre romà, al final de l'obra, el protagonista cridava Valete et plaudite! i l'audiència, guiada per un corec no oficial, corejava el seu aplaudiment antifonalment. Això sovint era organitzat i remunerat.
Amb la proliferació del cristianisme, els costums del teatre van ser adoptats per les esglésies. Eusebi explica que Pau de Samósata animava la congregació a aplaudir els seus sermons agitant la roba de lli (οθοναις), i als segles IV i V l'aplaudiment de la retòrica dels sermons populars s'havien convertit en un costum habitual. L'aplaudiment a les esglésies va acabar no obstant passant de moda i, en part a causa de la influència de l'atmosfera gairebé religiosa de les representacions de Wagner a Bayreuth, l'esperit reverencial que va inspirar aquest decaïment aviat es va estendre als teatres i sales de concert.

## Actualment

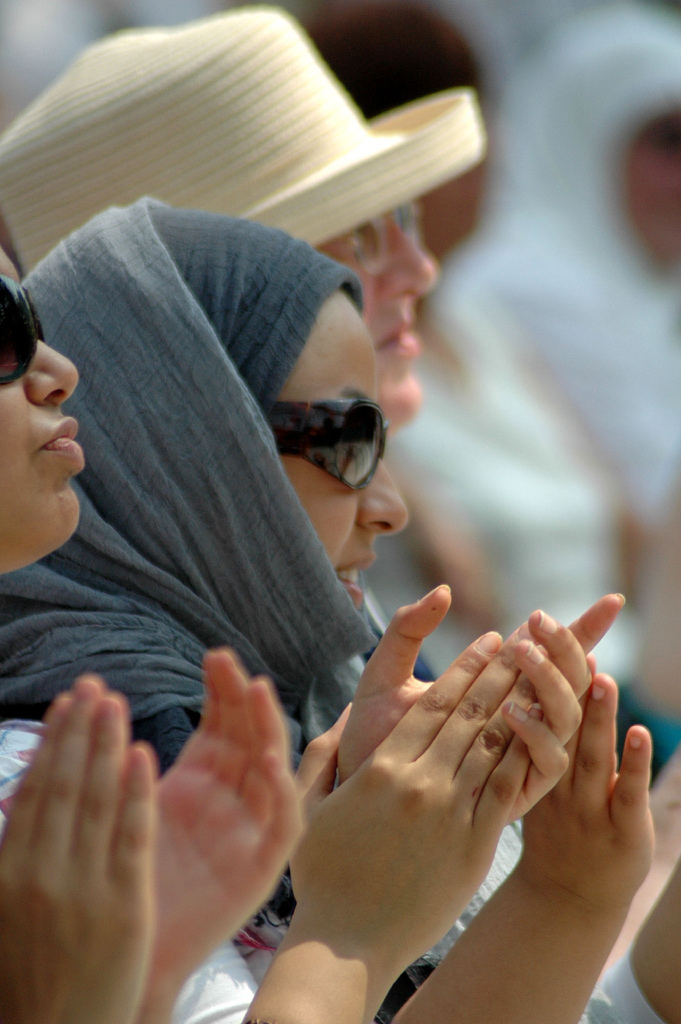
Aplaudiments al Liverpool Arabic Arts Festival 2006, Liverpool, UK

L'aplaudiment indiscriminat és àmpliament considerat una violació de l'etiqueta concertística de música clàssica. Hi ha hagut un cert nombre d'intents de restringir-ho en diverses circumstàncies. Per exemple, els teatres de Berlín prohibeixen l'aplaudiment durant l'espectacle i abans de la baixada del teló .
Els polítics i actors famosos sovint reben aplaudiments tan aviat com apareixen en escena, fins i tot abans d'iniciar els seus discursos o interpretacions. Aquest elogi es dona per demostrar l'admiració pels seus èxits passats, i no és una resposta al míting o representació a què el públic assisteix.
En algunes ocasions, l'aplaudiment passa a la meitat d'un esdeveniment. Per exemple, el president dels Estats Units, en el seu Discurs de l'Estat de la Unió, és sovint interromput amb aplaudiments. També és habitual que els intèrprets de jazz rebin aplaudiments al mig d'una melodia, després d'acabar un sol improvisat. Tot i que ja s'ha esmentat que aplaudir durant una simfonia es considera una manca d'etiqueta, no sempre passa així a les òperes.
També és freqüent que el públic que assisteix als programes de televisió aplaudeixin durant l'inici i el final d'aquest, així com en els canvis d'escenari. Si el programa és un concurs, el participant rep aplaudiments pels seus encerts i desaprovacions als seus errors («oh!»); al final del concurs normalment dediquen una ovació al guanyador.
L'aplaudiment se sol acompanyar amb expressions com «Bravo!» (en general quan es tracta de presentacions musicals o declamacions poètiques) i en algunes ocasions amb xiulets.

## Característiques d'un aplaudiment

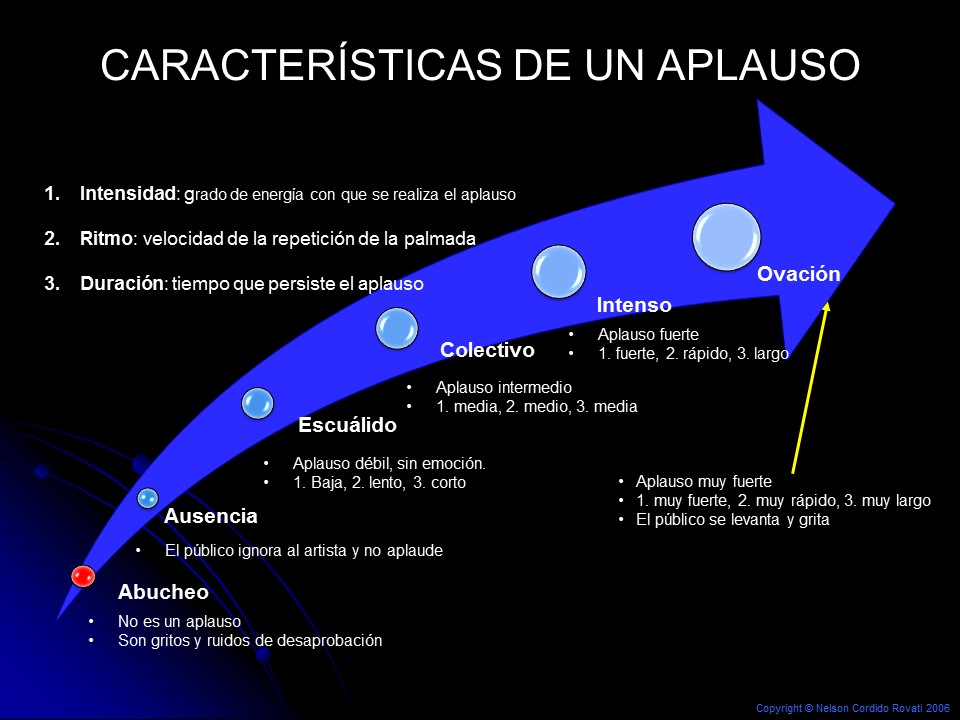
Descriu les sis possibles categories d'un aplaudiment

Un aplaudiment té tres característiques principals:
1. Intensitat : És el grau d'energia amb què es realitza l'aplaudiment
2. Ritme : velocitat de la repetició
3. Durada : temps que persisteix l'aplaudiment

D'acord amb aquestes característiques, l'aplaudiment es pot classificar dins de les categories següents: Esbroncada, Absència d'aplaudiment, Esquàlid, Col·lectiu, Intens i Ovació.

## Aplaudiment americà
També conegut com a aplaudiment in crescendo o aplaudiment lent, de l'anglès «slow clap». Es coneix així l'aplaudiment usat com a recurs dramàtic en certs moments clau de les pel·lícules. Generalment després d'un discurs, un membre de l'audiència aplaudeix lentament; progressivament altres s'uneixen a ell fins que tot el públic fa el mateix i l'«aplaudiment lent» es converteix en ovació, fins i tot amb gent dreta.

## Aplaudiment de sords
Les persones sordes tenen la seva manera d'aplaudir o de donar la seva ovació davant del que s'ha presenciat. Ja que l'aplaudiment és una cosa sonora, i ells no poden escoltar el seu aplaudiment, el que fan és alçar les mans i moure-les a l'aire, expressant-ne l'aprovació.